# Sân bay Long Seridan
Sân bay Long Seridan (IATA: ODN, ICAO: WBGI) là một sân bay ở Long Seridan, bang Sarawak của Malaysia. Sân bay này có một đường băng dài 1798 m bề mặt bitum.

## Các hãng hàng không và các tuyến điểm
- Malaysia Airlines[3]
  - MASwings (Marudi, Miri)